# Hypochilus coylei
Hypochilus coylei  (лат.) — вид абажуровых пауков рода Hypochilus из семейства Hypochilidae. Северная Америка: США.

## Описание
Среднего размера пауки, длина самцов до 8,71 мм (самки крупнее — до 11,94 мм). Бедро первой пары ног в 6 раз длиннее головогруди. Основная окраска желтоватая с серовато-белым узором (головогрудь, ноги и хелицеры бледно-жёлтые). Сходен с Hypochilus pococki.
Вид Hypochilus coylei был впервые описан в 1987 году  американским арахнологом Норманом Платником (Norman I. Platnick; р.1951; Американский музей естественной истории, Манхэттен, Нью-Йорк, США). Таксон Hypochilus coylei включён в род Hypochilus. Видовое название H. coylei дано в честь американского арахнолога Фредерика Койля (Dr. Frederick A. Coyle, Western Carolina University).